# Fest soll mein Taufbund immer stehn

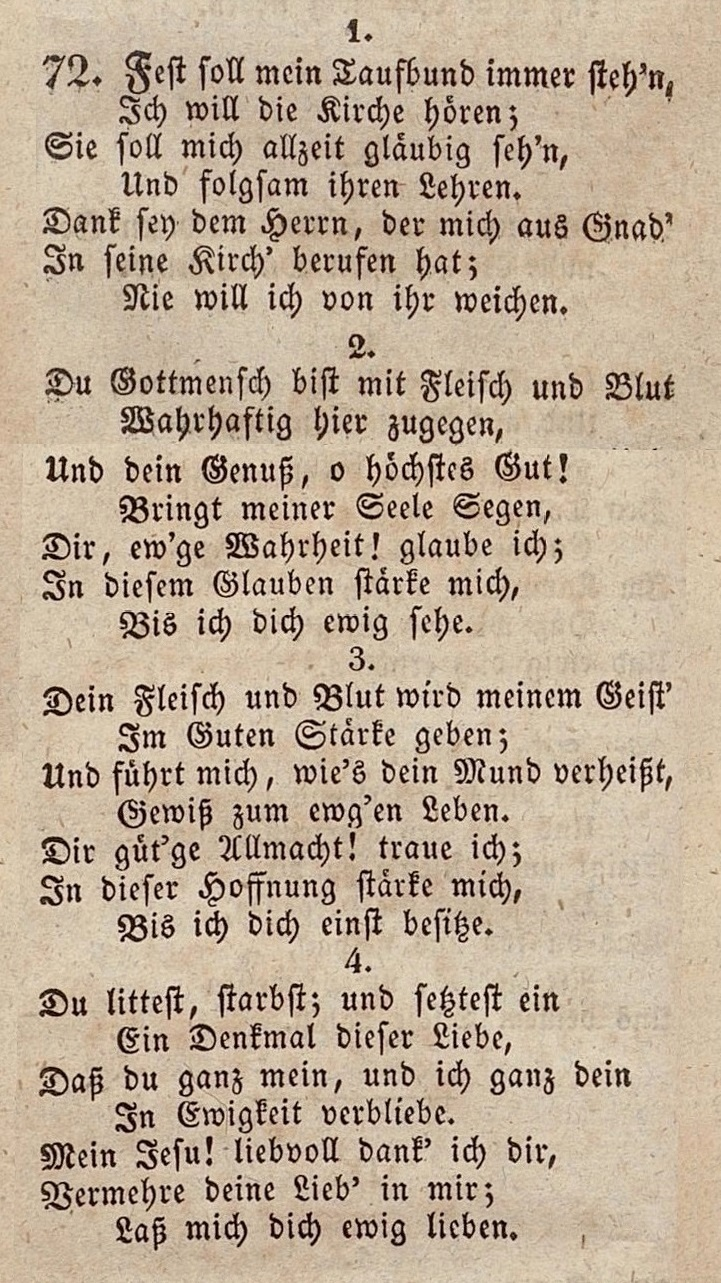
Fest soll mein Taufbund immer stehn (1829)

Das Lied Fest soll mein Taufbund immer stehn ist ein ursprünglich vierstrophiges katholisches Kirchenlied. Es stammt von dem münsterischen Priester Friedrich Matthias Berghaus († 1814) und wurde von seinem Mitbruder Christoph Bernhard Verspoell 1810 und 1829 in dessen Gesangbuch Gesänge beim Römischkatholischen Gottesdienste nebst angehängtem Gebetbuche herausgegeben. Die Melodie stammt von Chrysanth Joseph Bierbaum (1789–1868), einem Kaplan an St. Remigius in Bonn, und wurde 1826 in Bonn veröffentlicht.

## Herkunft
In Verspoells in der Diözese Münster erschienenen Gesangbuch steht dieses Lied beim Fest Fronleichnam als Sakramentslied mit entsprechendem Text. Seit 1874 verbreitete es sich auch in der benachbarten Diözese Paderborn. Im Oremus (1956) des Bistums Aachen wurde unter der Nummer 311 nur seine erste Strophe aufgeführt. In der Folge wurde diese im gesamten deutschsprachigen Gebiet in Kombination mit neugedichteten Strophen als ein Tauf- und Bekenntnislied verbreitet. Sie stand im Gotteslob (1975) im Diözesananhang des Bistums Regensburg im Eigenteil mit einer zweiten neuen Strophe unter der Nummer 833. Im Gotteslob (2013) steht sie im Münster unter der Nummer 847,4, im Paderborn unter der Nummer 801,1, im Limburg unter der Nummer 862 und im Köln unter der Nummer 834. Das Bistum Regensburg druckte unter Nummer 866 wiederum die erste und eine weitere Strophe ab, deren Ursprung unbekannt ist.
Die für dieses Lied verwendete Strophenform ist besonders im protestantischen Kirchengesang verbreitet und wird darum auch Lutherstrophe genannt.

## Varianten
Ergänzungen gibt es durch Strophendichtungen anderer Autoren in unterschiedlichen Kombinationen, wie zum Beispiel im Diözesananhang Passau unter der Nummer 870 oder die Strophen zur Tauferneuerung von der katholischen Seelsorgehelferin Johanna Engelmann (* 1901; † 1988) im gemeinsamen Eigenteil der Bistümer Berlin, Dresden-Meißen, Erfurt, Görlitz und Magdeburg unter der Nummer 835.
In einigen Diözesananhängen gibt es eine Neufassung, in der Teile des Textes geändert wurden, etwa „ich will zum Herrn gehören“ statt „ich will die Kirche hören“ und „und [der Herr] will sein Wort mich lehren“ statt „und folgsam ihren [der Kirche] Lehren“. Die Originalstrophen 2 bis 4 finden sich im Diözesananhang HH/HI/OS unter der Nummer 879.
In der katholischen Messe wird gewöhnlich eine alternative 2. und 3. Strophe gesungen:
2. Dein Tod am Kreuz, Herr Jesu Christ, ist für uns ewges Leben;

vom Grab du auferstanden bist, hast uns die Schuld vergeben.

Dein Volk, oh Herr, dich lobt und preist;

denn aus dem Wasser und dem Geist

hast du uns neu geboren.

3. Oh Seligkeit, getauft zu sein, in Christus eingesenket!

Am Leben der Dreieinigkeit ward Anteil mir geschenket.

Ich bin nun Kirche, Christi Glied,

ein Wunder ist’s wie das geschieht.

Ich bete an und glaube.

## Hintergrund
Der Liedtext weist darauf hin, dass alle Gläubigen verpflichtet sind, dem Lehramt und Hirtenamt des Papstes und des Ortsbischofs zu folgen. Sie sollen glauben, was diese lehren, und befolgen, was als Ordnung in der Kirche vorgeschrieben wird: „Was die geistlichen Hirten in Stellvertretung Christi als Lehrer des Glaubens erklären oder als Leiter der Kirche bestimmen, haben die Gläubigen im Bewußtsein ihrer eigenen Verantwortung in christlichem Gehorsam zu befolgen.“ (CIC, can. 212) Vor diesem Hintergrund wurde teils nicht nur die erste Strophe umgetextet, sondern auch mit neuen Strophen andere Aussagen formuliert. Mit dem Streben nach Liturgiereformen und der gesellschaftlichen Entwicklung waren immer wieder Neue Geistliche Lieder entstanden und die Notwendigkeit gesehen worden, herkömmliche Liedtexte kritisch zu überprüfen und zu ändern.

## Text
1. Fest soll mein Taufbund immer stehn,

ich will die Kirche hören!

Sie soll mich allzeit gläubig sehn

und folgsam ihren Lehren!

Dank sei dem Herrn, der mich aus Gnad

in seine Kirch berufen hat,

nie will ich von ihr weichen!

2. Du Gottmensch bist mit Fleisch und Blut

wahrhaftig hier zugegen.

Und dein Genuss, o höchstes Gut!

Bringt meiner Seele Segen,

dir ew’ge Wahrheit, glaube ich.

In diesem Glauben stärke mich,

bis ich dich ewig sehe.

3. Dein Fleisch und Blut wird meinem Geist

im guten Stärke geben.

Und führt mich, wie’s dein Mund verheißt,

gewiss zum ew’gen Leben.

Dir güt’ge Allmacht traue ich,

in dieser Hoffnung stärke mich,

bis ich dich einst besitze.

4. Du littest, starbst und setzest ein

ein Denkmal dieser Liebe,

dass du ganz mein, und ich ganz dein

in Ewigkeit verbliebe.

Mein Jesu, liebvoll dank ich dir,

vermehre deine Lieb in mir,

lass mich dich ewig lieben.

## Melodie
Quelle: Text: Str. 1 Christoph Bernhard Verspoell, Münster 1810, Melodie nach Joseph Bierbaum, Bonn 1826